# Horní Houžovec
Horní Houžovec (německy Hertersdorf) je malá vesnice a část města Ústí nad Orlicí. Nachází se asi 5,5 kilometru východně od Ústí nad Orlicí. Horní Houžovec je také název katastrálního území o rozloze 4,06 km².

## Historie
První písemná zmínka o vesnici pochází z roku 1292.

## Pamětihodnosti
Kaple Navštívení Panny Marie je nevelká osmiboká dřevěná kaple v Horním Houžovci vybudovaná kolem roku 1800. Stavba má osmibokou stanovou stříšku, nahoře vybíhající v lucernu s bání. Z ploché sakristie vystupuje hranolová vížka, krytá opět stanovou stříškou. V regionu Orlickoústecka jde o ojedinělou dřevěnou církevní stavbu.

## Galerie

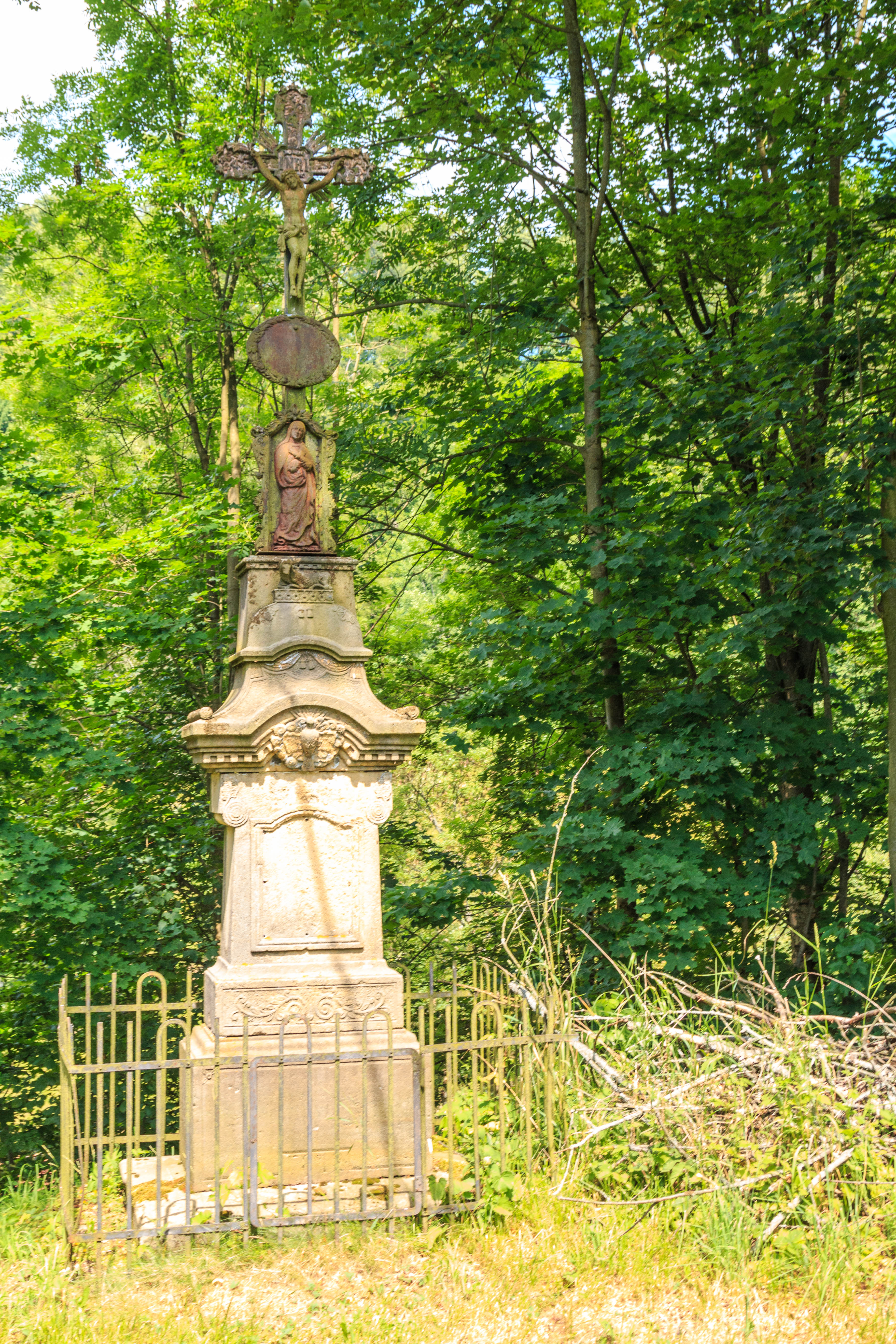
Kříž u kaple
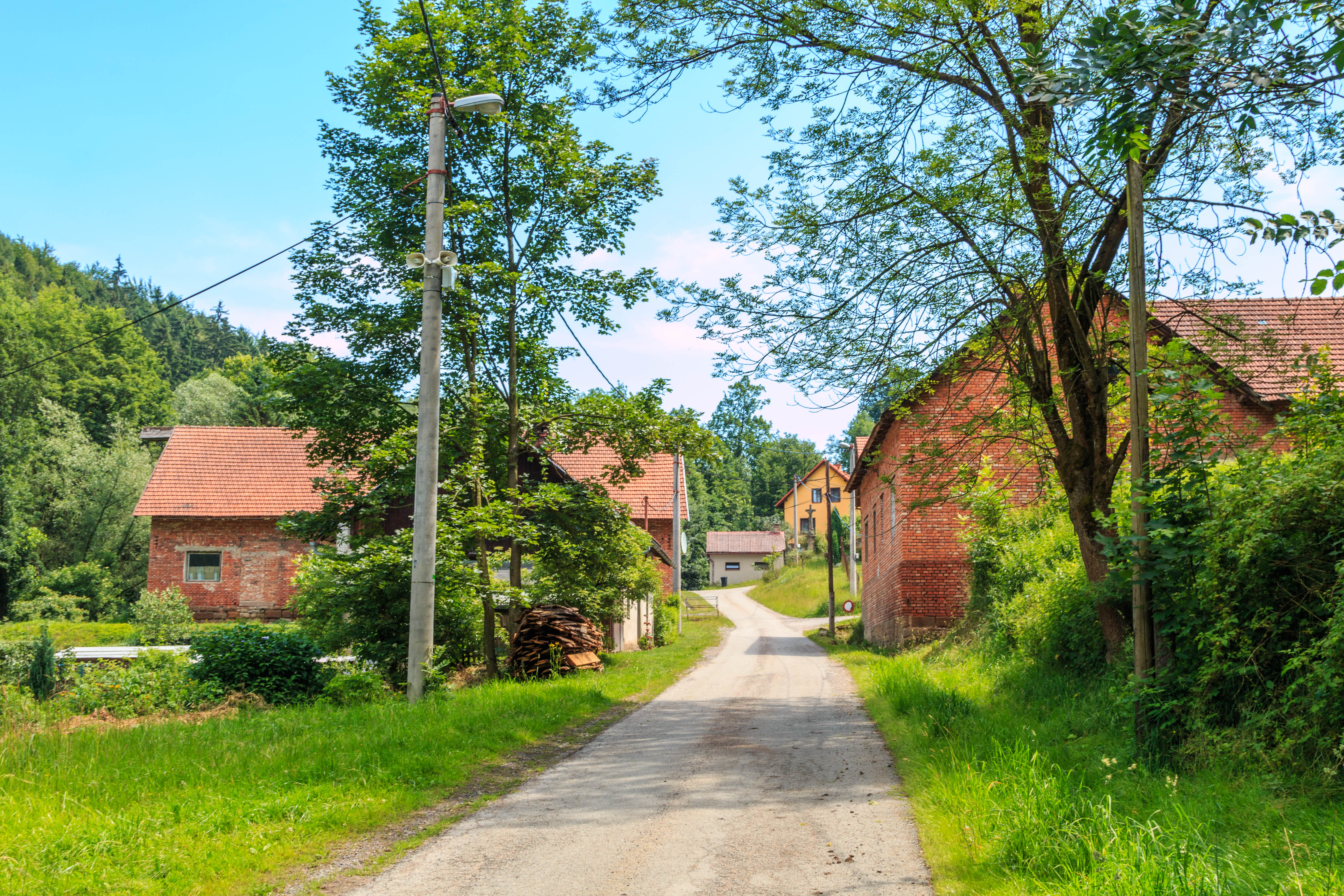
Dům čp. 38
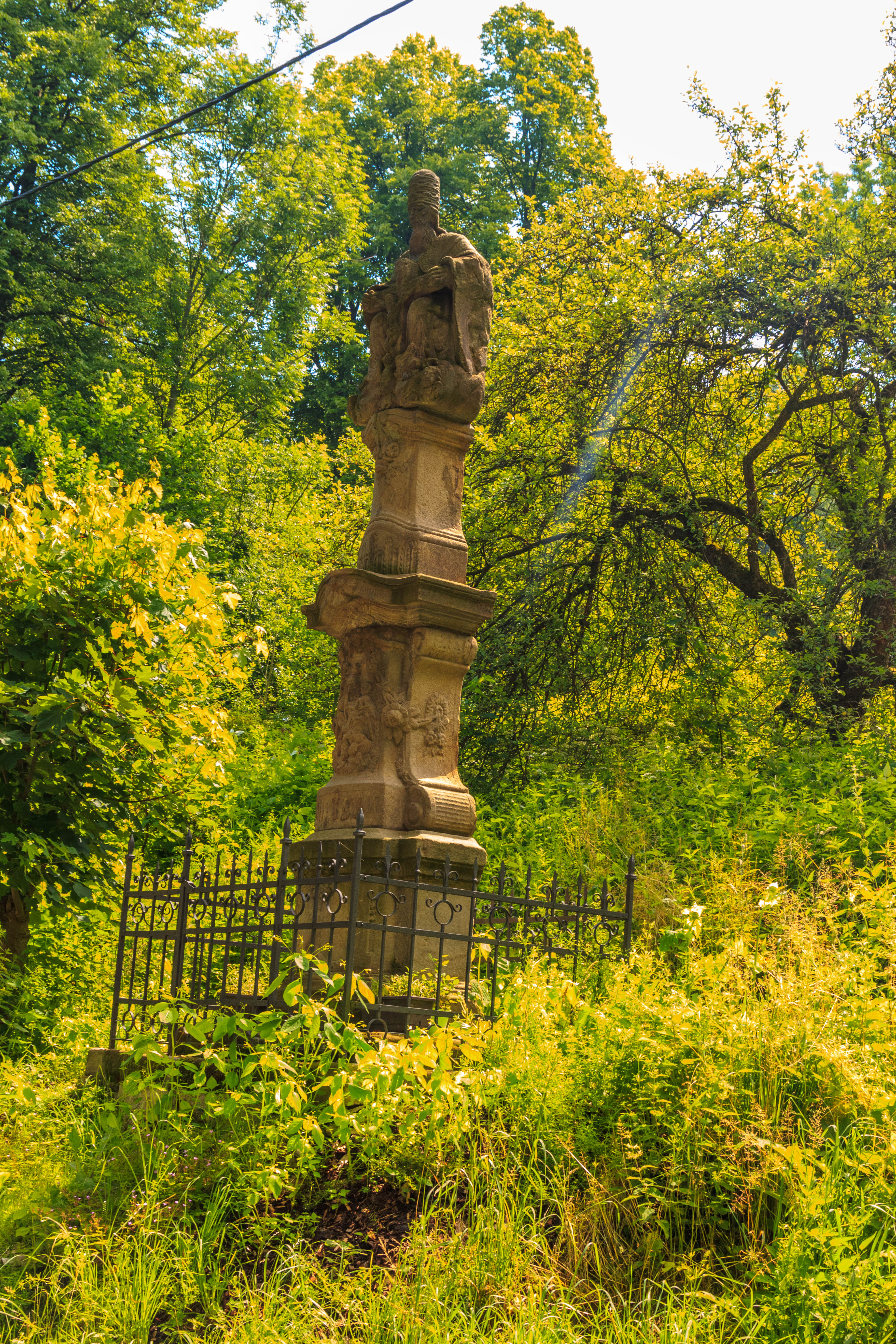
Socha Nejsvětější Trojice u cesty do Knapovce
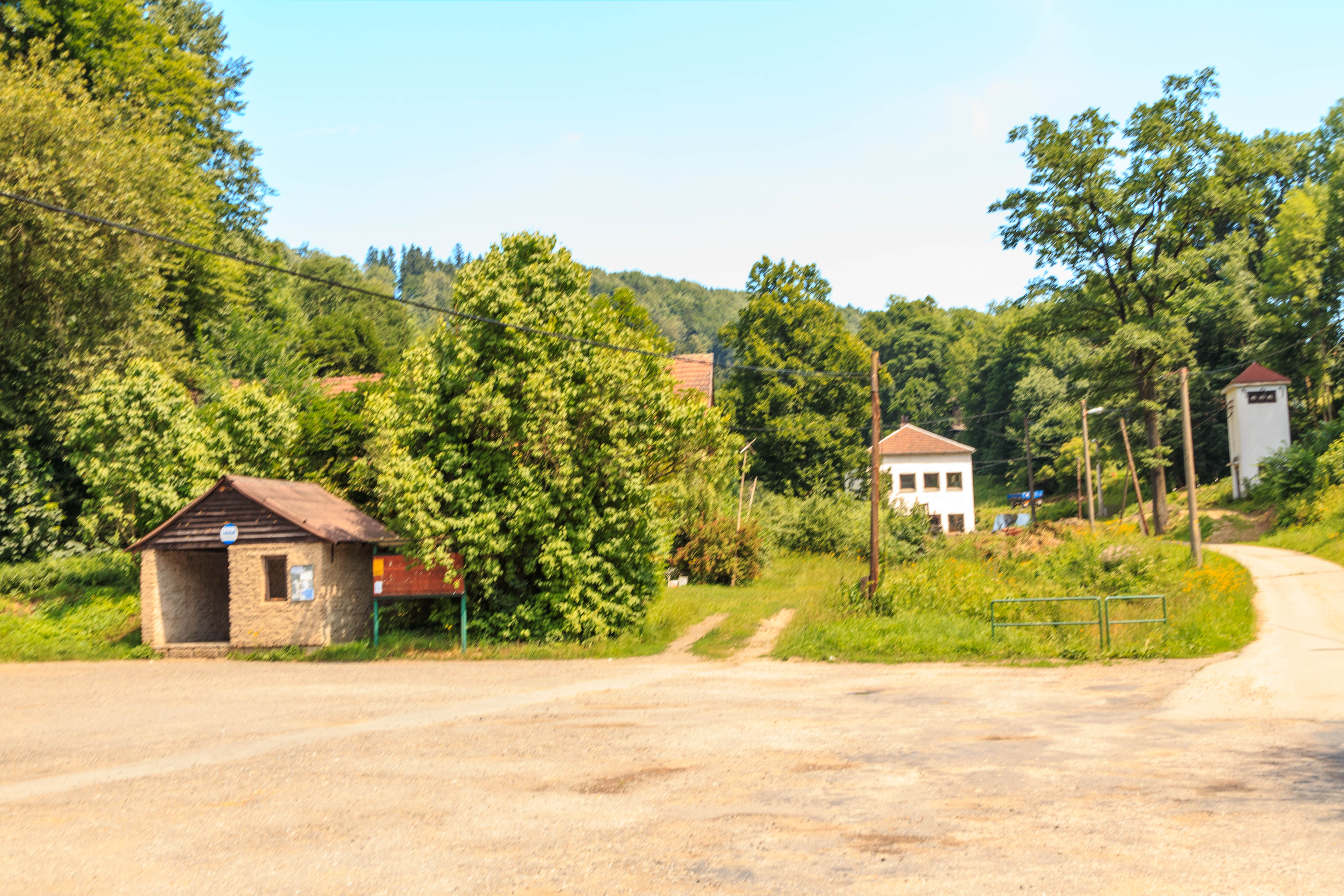
Autobusová zastávka